# Lewis Vulliamy
Lewis Vulliamy (15 de marzo de 1791 - 4 de enero de 1871) fue un arquitecto inglés descendiente de la familia Vulliamy de relojeros.

## Vida
Lewis Vulliamy era el hijo del relojero Benjamin Vulliamy. Nació en Pall Mall, Londres, el 15 de marzo de 1791, y se convirtió en aprendiz de Sir Robert Smirke. Fue admitido en la Real Academia de Arte en 1809, donde ganó la medalla de plata al año siguiente por un dibujo arquitectónico, y la medalla de oro en 1813. En 1818 fue elegido estudiante viajero de la Royal Academy, después de lo cual estudió en el extranjero durante cuatro años, principalmente en Italia, pero también visitó Grecia y Asia Menor.
Era tío abuelo de la artista ceramista Blanche Georgiana Vulliamy.
Vulliamy falleció en Clapham Common el 4 de enero de 1871.

## Trabajos

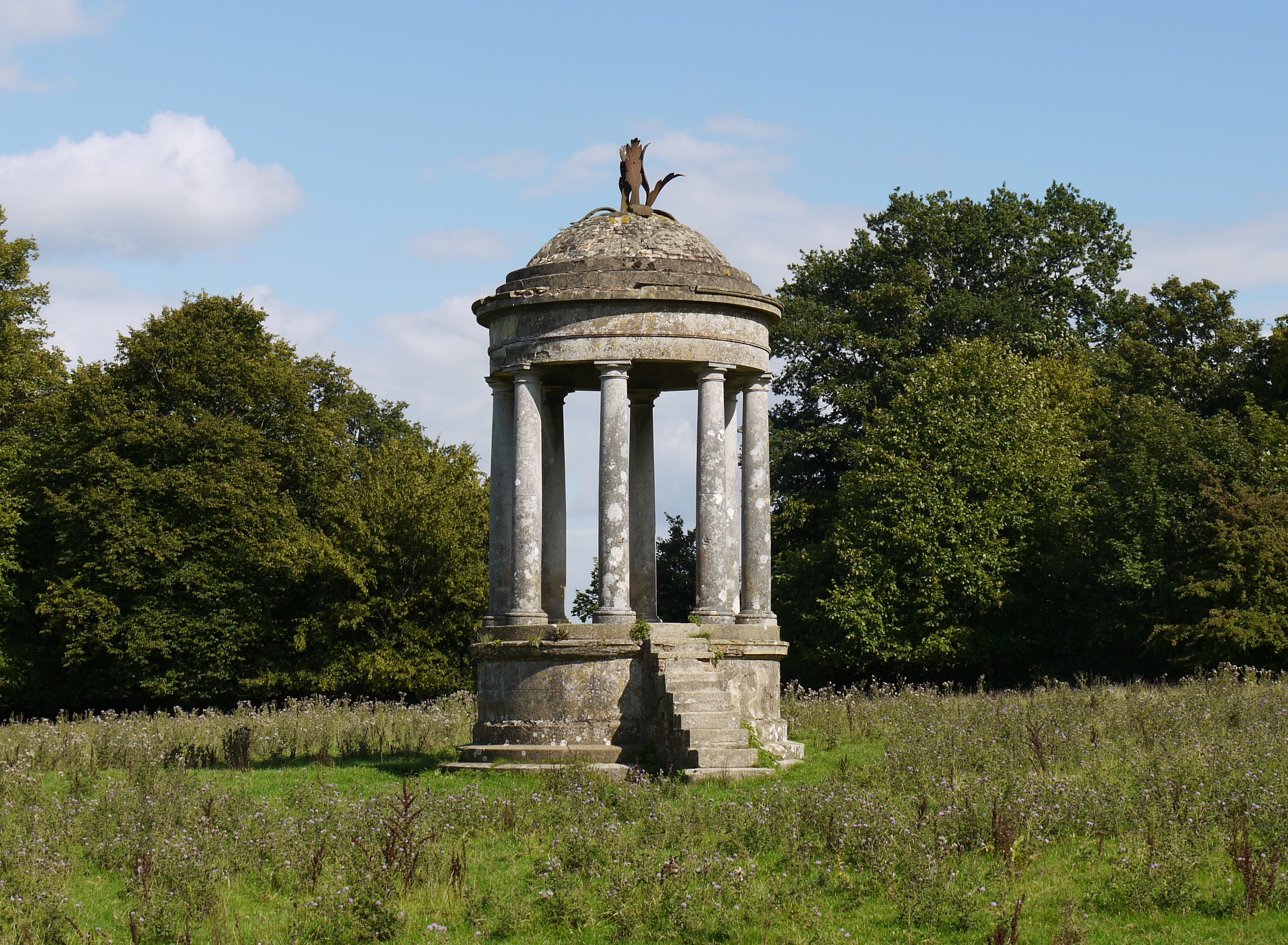
Una locura arquitectónica conocida como "The Beacon" en Staunton Country Park fue diseñada por Lewis Vulliamy

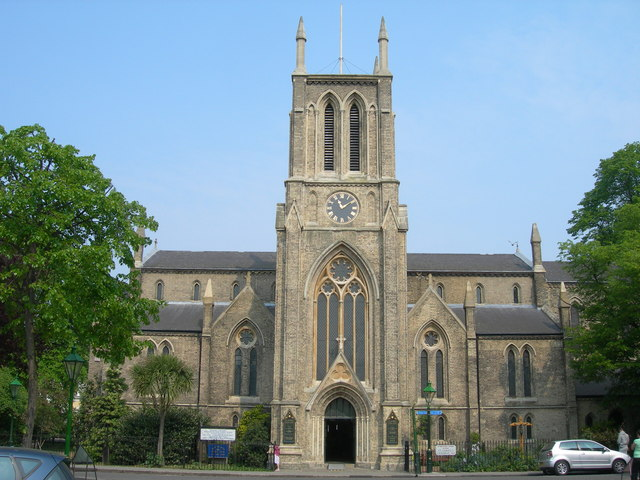
Iglesia de St James Norlands

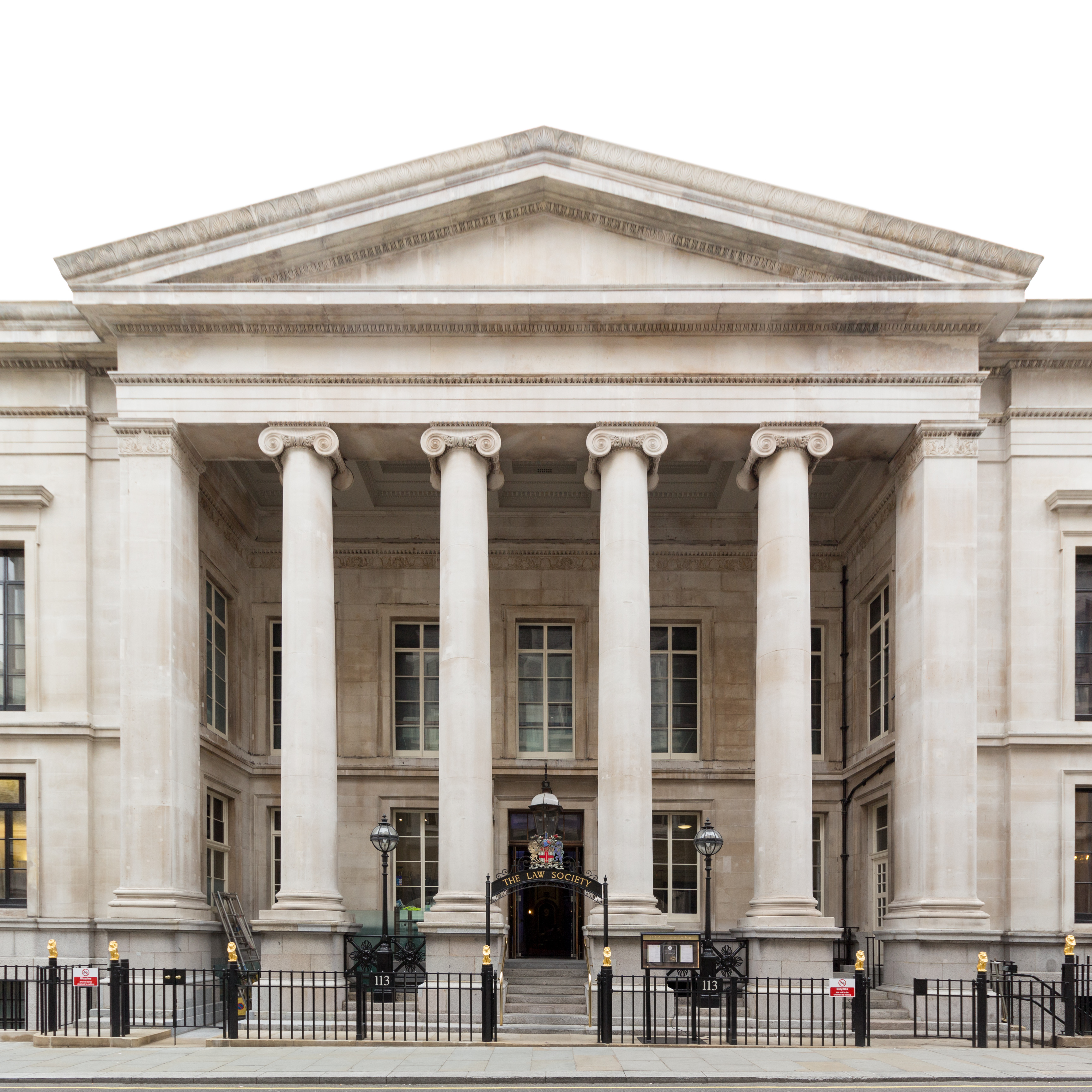
Sede de la Law Society en Chancery Lane, Londres

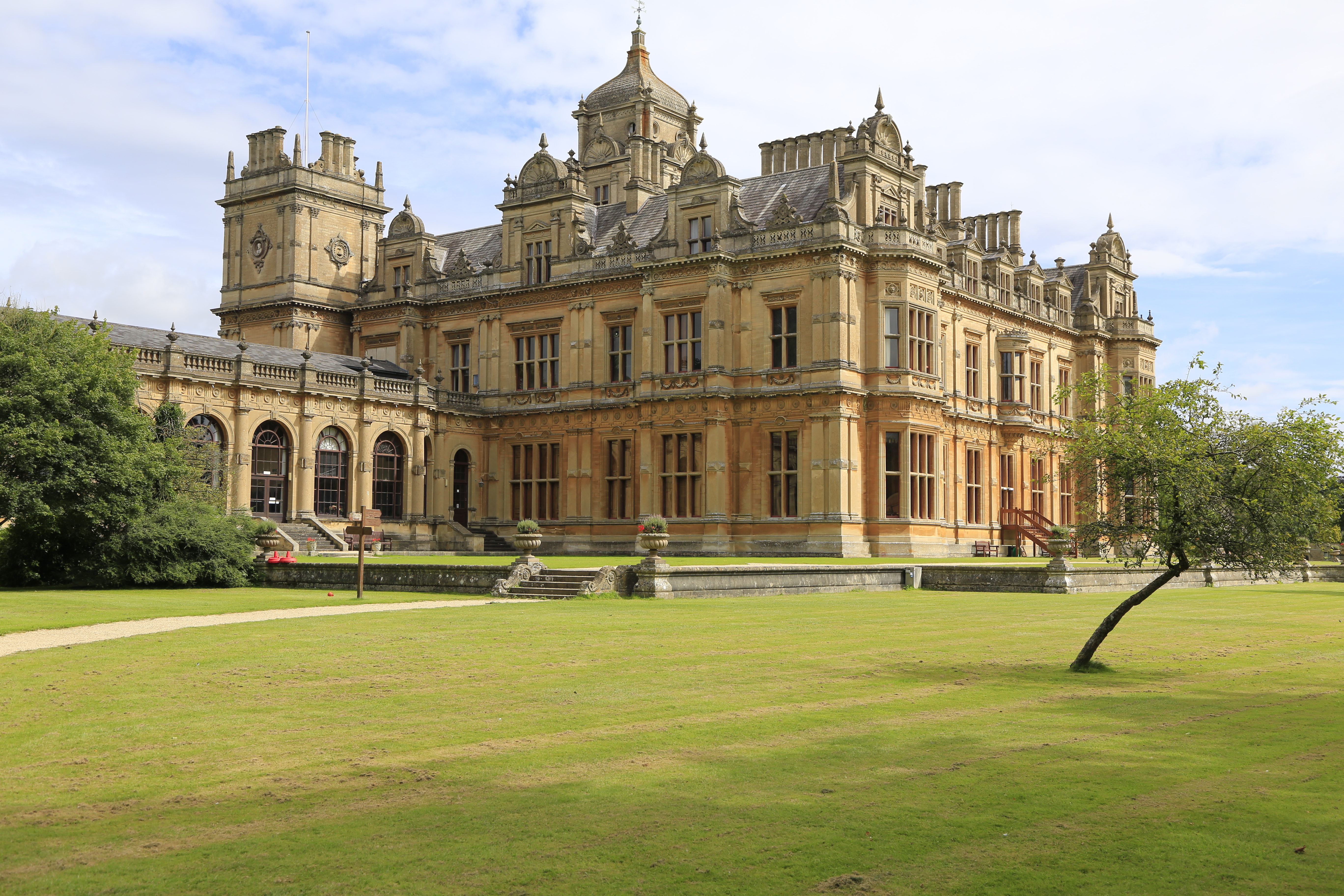
Casa de Westonbirt en Gloucestershire

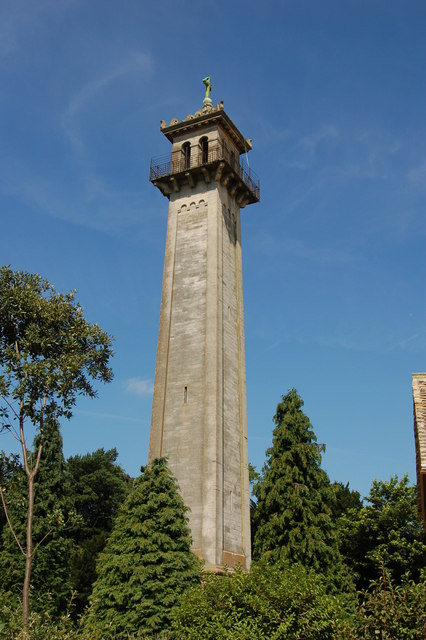
Monumento a Somerset, Hawkesbury, Gloucestershire

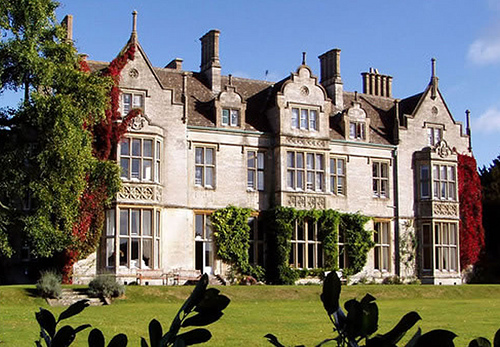
Alderley House diseñada por Lewis Vulliamy para Robert Blagden Hale, vista desde el lado del jardín mirando al noreste (marzo de 2008)

- Viviendas especulativas en Tavistock Square y Gordon (más tarde llamada Endsleigh) Place en Bloomsbury (1827)
- Iglesias neogóticas en el área de Londres:
  - St. Bartholomew's, Sydenham (1826-1831)
  - St. Barnabas's, Addison Road, Kensington (1828-1829)
  - St. Michael's, Highgate (1830-1832)
  - Christ Church, Woburn Square (1831-1833, demolida)
  - St. John the Divine, Richmond (1836[2]
  - St. James' Church, Norlands (1844-1845)
- Otras iglesias:
  - Iglesia de St. John the Baptist's, Smallbridge en Wardle, Greater Manchester.
  - Iglesia de St. John the Evangelist's, Worsthorne, Burnley (Holy Trinity, Accrington Lane), Habergam Eaves.
  - Iglesia de St. Paul's, Burslem.
  - Iglesia de Christ Church, Cobridge, en Staffordshire.
  - Iglesia de Christ Church, Todmorden, Yorkshire.
  - Iglesia de Glasbury en Brecknockshire (1836-1837).
  - La iglesia de estilo italiano All Saints', Ennismore Gardens, Westminster (1848-1849), ahora la Iglesia Patriarcal Ortodoxa Rusa de la Asunción de Todos los Santos.
  - St Peter's, Bethnal Green
  - St James the Less, Bethnal Green
  - St Thomas, Bethnal Green (dañada durante la Segunda Guerra Mundial y demolida)[3][4]
  - (Ex) Iglesia de All Saints, Kensington (con Charles Harrison Townsend), restauración y adiciones (1887-1897).[5] Ahora, Catedral Ortodoxa Rusa de la Dormición de la Madre de Dios y Todos los Santos.[6]
- Trabajos en la Catedral de Rochester (mediados de la década de 1840)

- Una tribuna en el hipódromo de Wolverhampton (1828)
- El asilo de pobres de Epping (1837)
- El Hospital Lock, Paddington (1842-1849)
- Las instalaciones del Colegio de Abogados en Chancery Lane (1828-1832)[7]
- La nueva fachada del Royal Institution en Albemarle Street (1838), agregando una pantalla de media columna corintia gigante.

- Syston Park.

- Friday Hill House, Friday Hill, Londres.
- Boothby Pagnell Hall (1825).
- Dingestow Court, Dingestow, Monmouthshire (1845-6), adición de una fachada sur de estilo isabelino.
- Westonbirt House.
- Dorchester House, en Park Lane, Londres (demolido).
- Varias estructuras en el Parque Staunton Country.
- Alas exteriores de la casa de Dinder, una clásica casa de estilo Regencia en Somerset.

- El monumento a Lord Edward Somerset en Hawkesbury Upton en 1843.[8]
- Alderley House, una casa señorial neoisabelina junto a la iglesia de St. Kenelm en Alderley, Gloucestershire (anteriormente Rose Hill School hasta julio de 2009).[8]

Lewis Vulliamy dibujó los planos, elevaciones y secciones del castillo de Newcastle upon Tyne, publicados en "Vetusta Monumenta" en 1835 (vol. v. placas x–xviii).
Además, publicó el libro "Examples of Ornamental Sculpture in Architecture Drawn from the originals of Bronze, Marble, and Terra Cotta, In Greece, Asia Minor, and Italy - in the years 1818, 1819, 1820 and part of 1821.- By Lewis Vulliamy Architect and engraved by Henry Moses." El tamaño es de 470 x 330 mm y consta de 40 folios. Incluye espléndidas grabados de detalles arquitectónicos de: el Monumento Corégico de Lisícrates en Atenas, la terminación ornamental de las tejas de mármol en cada esquina del Partenón, el capitel de los restos del Templo de Apolo Didimeo, una parte del alero del Templo de Júpiter, una parte del friso del Templo del Sol de los Jardines del Palacio Colonna en la Colina Quirinal en Roma y otros.